# Blitum spathulatum
Blitum spathulatum är en amarantväxtart som först beskrevs av Asa Gray, och fick sitt nu gällande namn av S. Fuentes, Uotila och Borsch. Blitum spathulatum ingår i släktet Blitum och familjen amarantväxter. Inga underarter finns listade i Catalogue of Life.